# خودسانسوری
خودسانسوری به معنای حذف یا تعدیل محتوای گفتار و نوشتار شخصی، معمولاً به دلیل ترس یا احترام به حساسیت ها، ترجیحات یا معصومیت فرضی دیگران است و اغلب بدون فشار مستقیم خارجی رخ می دهد. این پدیده در میان تولیدکنندگان فیلم، کارگردانان، ناشران، روزنامه نگاران، موسیقی دانان و شخصیت های رسانه های اجتماعی رایج است.
ماده ۱۹ اعلامیه جهانی حقوق بشر آزادی بیان را از هرگونه سانسور تضمین می کند. این ماده به طور صریح بیان می کند که «هر فردی حق آزادی عقیده و بیان دارد و این حق شامل آزادی داشتن عقاید بدون مداخله و همچنین جستجو، دریافت و انتشار اطلاعات و افکار از طریق هر رسانه ای، بدون در نظر گرفتن مرزها، است.»

#### دلایل خودسانسوری

##### ۱. روان شناختی
افراد برای تأیید هویت و تعلق خود ارتباط برقرار می کنند. بااین حال، ترس از طرد شدن یا نپذیرفته شدن می تواند باعث شود افراد از بیان عقاید خودداری کنند. هنجارهای اجتماعی و باورهای مشترک اگرچه حس تعلق ایجاد می کنند، اما می توانند باعث سرکوب بیان آزاد نیز شوند. عوامل متعددی از جمله جنسیت، سن، تحصیلات، علایق سیاسی و میزان مواجهه با رسانه ها بر خودسانسوری تأثیر دارند. در بسیاری از موارد، این پدیده ناشی از ترس از انزوای اجتماعی و واکنش های منفی دیگران است.
بر اساس یک نظرسنجی آلمانی در سال ۲۰۱۹، ۵۹٪ از پاسخ دهندگان اعلام کردند که می توانند در میان دوستان خود آزادانه نظراتشان را بیان کنند، اما تنها ۱۸٪ احساس می کردند که این آزادی را در فضای عمومی دارند. همچنین، فقط ۱۷٪ از شرکت کنندگان احساس می کردند که می توانند آزادانه در اینترنت اظهار نظر کنند.
یکی از زمینه هایی که خودسانسوری در آن دیده می شود، حوزه روان شناسی است. بسیاری از روان شناسان و درمانگران از اظهار وابستگی های مذهبی خودداری می کنند، زیرا معتقدند که این امر ممکن است نشانه ای از اختلال روانی تلقی شود. بر اساس نظرسنجی انجمن روان شناسی آمریکا در سال ۲۰۱۳، روان شناسان نسبت به عموم مردم، دو برابر بیشتر احتمال دارد که به هیچ دینی معتقد نباشند و پنج برابر بیشتر احتمال دارد که وجود خدا را انکار کنند.

##### ۲. اقتصادی
خودسانسوری می تواند برای تطابق با انتظارات بازار نیز رخ دهد. به عنوان مثال، سردبیر یک نشریه ممکن است از پرداختن به موضوعاتی که ممکن است تبلیغ کنندگان، مشتریان یا صاحبان رسانه را ناراحت کند، خودداری کند. این پدیده که گاهی به عنوان «سانسور نرم» شناخته می شود، ممکن است به صورت آگاهانه یا ناخودآگاه رخ دهد.

##### ۳. قانونی
در کشورهای استبدادی، هنرمندان و نویسندگان ممکن است از پرداختن به موضوعاتی که حکومت آنها را بحث برانگیز می داند، اجتناب کنند تا از مجازات های احتمالی در امان بمانند.

##### ۴. سلیقه و شؤون اخلاقی
در برخی موارد، خودسانسوری برای رعایت معیارهای سلیقه و اخلاق اجتماعی اعمال می شود. به عنوان مثال، نمایش تصاویر مربوط به قتل، تروریسم، جنگ و کشتار ممکن است با اعتراض مواجه شود. ویراستاران و مدیران رسانه ها اغلب از انتشار این تصاویر خودداری می کنند تا از اتهاماتی مانند ایجاد شوک یا نقض حریم خصوصی جلوگیری کنند.
ادبیات کودک و نوجوان نیز می تواند تحت تأثیر خودسانسوری قرار گیرد. برخی از ناشران از انتشار کتاب هایی که موضوعات بحث برانگیز دارند خودداری می کنند تا واکنش های منفی عمومی را کاهش دهند.

##### ۵. به عنوان شکلی از تحریف ترجیحات
خودسانسوری یک نوع «تحریف ترجیحات» محسوب می شود. در این فرآیند، افراد برای جلوگیری از پیامدهای منفی، نظرات واقعی خود را پنهان می کنند. برای مثال، اگر در یک بحث درباره یک موضوع حساس سکوت کنیم، این یک نمونه از خودسانسوری است. اما اگر نه تنها سکوت کنیم، بلکه وانمود کنیم که با دیدگاهی مخالف نظر واقعی خود موافق هستیم، این نوعی «تحریف ترجیحات» است که فراتر از خودسانسوری عمل می کند.

#### خودسانسوری در رسانه ها
خودسانسوری در میان روزنامه نگاران رایج است، زیرا آنها ممکن است به دلیل تهدیدات، فشارهای اقتصادی یا سانسور رسمی دولت ها از انتشار برخی مطالب خودداری کنند. به ویژه در جوامعی که سانسور دولتی وجود دارد، روزنامه نگاران ممکن است برای اجتناب از خطر زندانی شدن، جریمه یا از دست دادن شغل، خودسانسوری کنند.
نهادهایی مانند Media Matters for America و Fairness and Accuracy in Reporting به این مسئله پرداخته اند و معتقدند که برخی رسانه ها، به ویژه فاکس نیوز، اخبار خود را به گونه ای تغییر می دهند تا از جنجال های احتمالی جلوگیری کنند.
در کتاب "Manufacturing Consent" که توسط نوآم چامسکی و ادوارد هرمن نوشته شده است، استدلال می شود که مالکیت شرکتی رسانه ها باعث ایجاد خودسانسوری سیستماتیک در میان روزنامه نگاران می شود. در این مدل، اخبار به گونه ای انتخاب و ارائه می شوند که با منافع شرکت های مالک رسانه همسو باشند.
علاوه بر این گاهی خودسانسوری برای حفاظت از جان افراد انجام می شود. برای مثال، نیویورک تایمز در سال ۲۰۰۹، انتشار خبر ربوده شدن یکی از خبرنگارانش در افغانستان را به مدت هفت ماه به تعویق انداخت تا خطرات احتمالی برای او و سایر گروگان ها کاهش یابد.

#### خودسانسوری در علم
خودسانسوری در دنیای آکادمیک نیز مشاهده می شود. برای مثال، در آلمان نازی، دانشمندان یافته هایی را که با باورهای غالب درباره تفاوت های نژادی مغایرت داشت، منتشر نمی کردند. در دوران مدرن نیز برخی از دانشمندان یافته های خود در مورد تغییرات آب و هوایی یا گونه های در معرض خطر را به دلیل فشارهای سیاسی یا اقتصادی منتشر نکرده اند.

##### خطرات ناشی از انتشار علمی
از روزهای اولیه فیزیک هسته ای، مشخص بود که برخی کشفیات می توانند هم کاربردهای مفید داشته باشند و هم تهدیدات بالقوه ایجاد کنند. برای مثال، یافته های مربوط به شکافت هسته ای می توانست به تولید انرژی و پزشکی کمک کند، اما از سوی دیگر، می توانست منجر به ساخت سلاح های هسته ای شود.
در سال ۲۰۰۳، گروهی از سردبیران مجلات علمی به دلیل نگرانی از تهدیدات بیوتروریسم، به این نتیجه رسیدند که برخی اطلاعات حساس در تحقیقات علمی نباید به صورت عمومی منتشر شوند. آنها اعلام کردند که در برخی موارد، اگر خطر انتشار یک مقاله بیشتر از منافع اجتماعی آن باشد، آن مقاله باید اصلاح یا از انتشار آن خودداری شود.

#### نتیجه گیری
خودسانسوری یک پدیده پیچیده است که به دلایل مختلف از جمله روان شناختی، اقتصادی، قانونی، اجتماعی و علمی رخ می دهد. این مسئله می تواند باعث کاهش آزادی بیان و جلوگیری از انتشار اطلاعات حیاتی شود. درحالی که برخی از اشکال خودسانسوری برای حفظ امنیت یا احترام به هنجارهای اجتماعی ضروری به نظر می رسند، اما در بسیاری از موارد، خودسانسوری می تواند به سرکوب عقاید و محدودیت آزادی های فردی و اجتماعی منجر شود.